# Silene hifacensis
La silene de Ifach (Silene hifacensis) es una planta de la familia de las cariofiláceas endémica del norte de Alicante y del oeste de Ibiza, España. Es una especie rupícola que habita en acantilados costeros, aunque en Ibiza llega a internarse varios kilómetros tierra adentro. Fue descrita originalmente por Heinrich Moritz Willkomm en 1885 en Illustrationes Florae Hispanicae insularumque Balearium a partir de ejemplares recolectados por Charles Carmichael Lacaita en Alicante, después de las observaciones de Georges Rouy en el peñón de Ifach, que da nombre a la especie.
Este endemismo ibero-balear se ha protegido a nivel nacional e internacional, habiendo sido incluida en el Catálogo Español de Especies Amenazadas, en el Convenio de Berna (Anexo I) y en la Directiva Hábitats europea (Anexos II y IV). Está catalogada como especie vulnerable para Baleares y desde 2024 en la Comunidad Valenciana dejando  de estar en peligro de extinción.